# 주롱이스트역

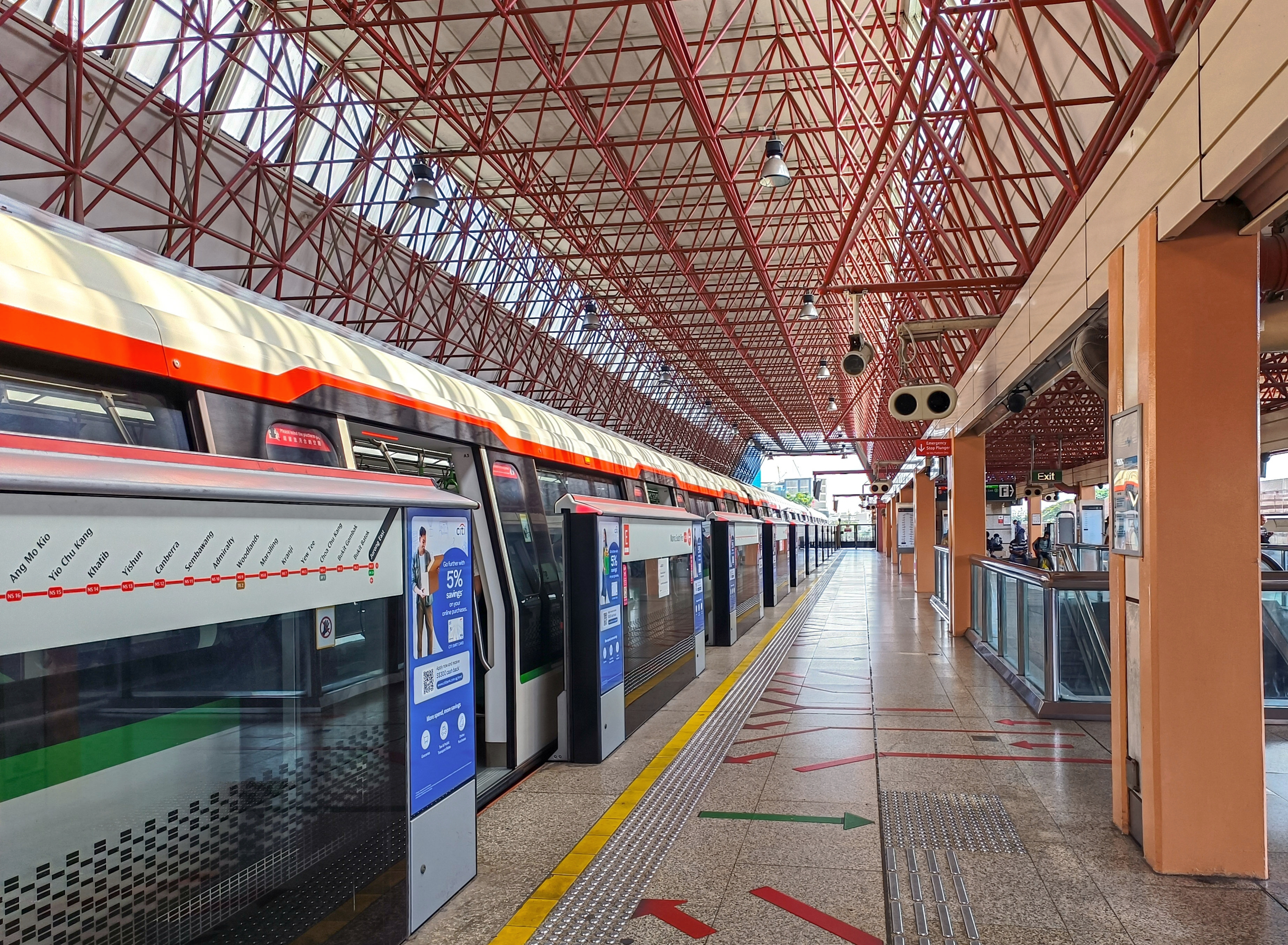

주롱이스트역(Jurong East MRT station)은 싱가포르 주롱이스트에 있는 노스사우스(NSL) 및 이스트웨스트(EWL)선의 고가 MRT(Mass Rapid Transit) 환승역이다. 주롱 게이트웨이 로드를 따라 위치한 이 역은 젬, 웨스트게이트, IMM, 응텡퐁 종합병원, 주롱이스트 버스 인터체인지 및 주롱 시청 버스 인터체인지 근처에 있다. 역은 SMRT 열차에 의해 운영된다.
이 역은 레이크사이드까지의 MRT 연장의 일부로 1988년 11월 5일에 개통되었다. 이 역은 나중에 NSL로 합쳐지는 지선의 종착역이었다. 주롱이스트 개조 프로젝트를 통해 NSL의 열차 운행 횟수를 개선하기 위해 2011년에 추가 선로와 플랫폼이 건설되었다. 2018년 5월, 2028년 2단계 개통 시 이 역이 주롱 지역 선과의 환승역이 될 것이라고 발표되었다. 또한 이 역은 통합 시민, 소매 및 상업 단지인 주롱 이스트 통합 교통 허브에 통합될 예정이다.